# Джерико (сериал)
„Джерико“ (на английски: Jericho, английският вариант на името Йерихон) е американски сериал, продуциран от CBS Paramount Network Television, с изпълнителни продуценти Джон Търтълтоб, Стивън Чбоски и Карол Барбий. Бива излъчван в повече от 30 страни. Първият епизод е пуснат на 20 септември 2006 г. по CBS.
Действието се развива в Джерико, Канзас (измислено градче) след няколко ядрени атаки срещу САЩ.

## „Джерико“ в България
В България сериалът се излъчва по AXN от началото на 2007 г. На 20 октомври 2008 г. започва втори сезон с разписание всеки понеделник от 22:00 и завършва на 1 декември. По-късно започват повторенията му по AXN Sci-Fi. От 31 март 2008 г. започват повторенията по TV7, всеки делничен ден от 20:00 и приключват на 6 май. В първи сезон дублажът е на студио Доли. Ролите се озвучават от артистите Таня Димитрова, Гергана Стоянова, Илиян Пенев и Георги Георгиев – Гого. Във втори сезон дублажът е на студио Александра Аудио. Ролите се озвучават от артистите Ася Братанова, Мариана Лечева, Илия Иванов, Лъчезар Стефанов и Петър Върбанов.
На 8 март 2009 г. първи сезон започва и по Диема 2, всяка събота и неделя от 22:00 с нов дублаж. Ролите се озвучават от артистите Даниела Йорданова, Ани Василева, Николай Николов, Силви Стоицов, Димитър Иванчев и Александър Митрев.